# Nagano prefektúra
Nagano prefektúra  (長野県; Hepburn: Nagano-ken) Japánban, a Honsú szigeten, Csúbu régióban fekszik. Székhelye Nagano.

## Városok
19 város található ebben a prefektúrában.

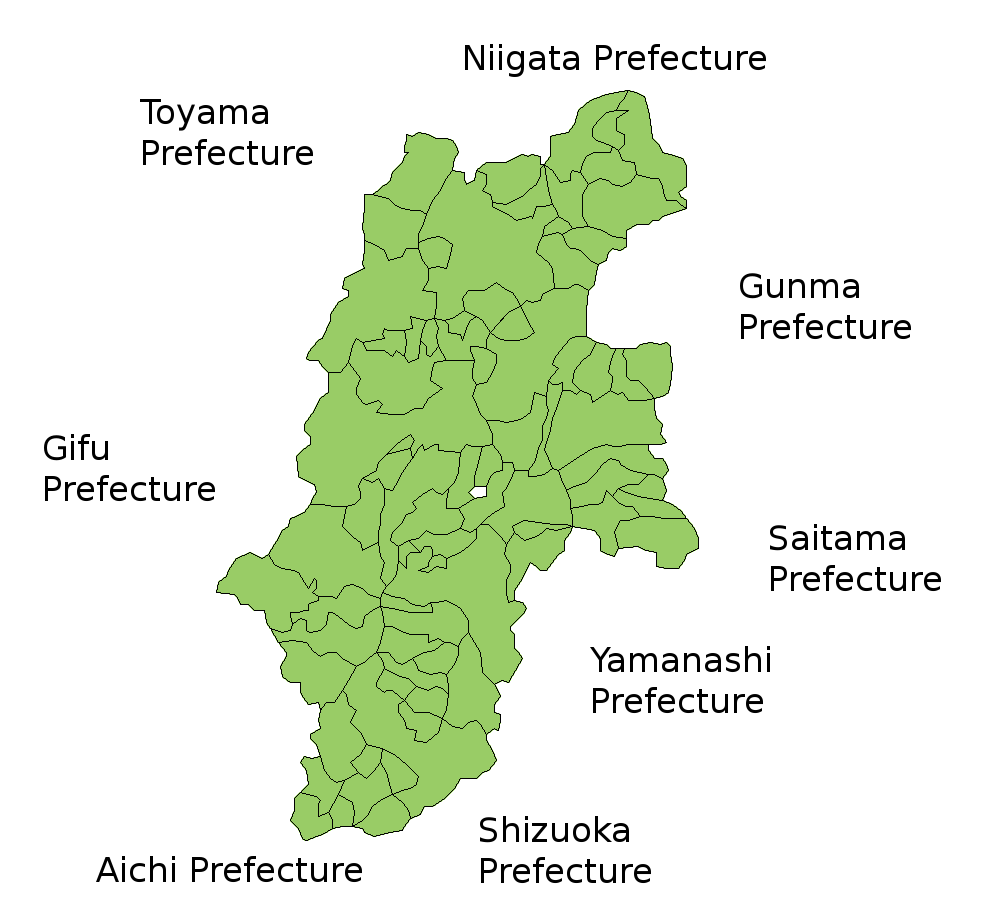
Nagano prefektúra térképe

| - Azumino - Csikuma - Csino - Iida - Iijama - Ina - Komagane | - Komoro - Macumoto - Nagano (főváros) - Nakano - Okaja - Ómacsi | - Szaku - Siodzsiri - Szuva - Szuzaka - Tómi - Ueda |

## Kisvárosok és falvak
| - Csiiszagata körzet Aoki Nagava - Hanisina körzet Szakaki - Higasicsikuma körzet Aszahi Csikuhoku Ikuszaka Omi Jamagata - Kamiina körzet Iidzsima Minamiminova Minowa Mijada Nakagava Tacuno - Kamiminocsi körzet Iizuna Ogava Sinano | - Kamitakai körzet Obusze Takajama - Kiszo körzet Agemacu Kiszo (falu) Kiszo (város) Nagiszo Ókuva Ótaki - Kitaazumi körzet Hakuba Ikeda Macukava Otari - Kitaszaku körzet Karuizava Mijota Tatesina - Minamiszaku körzet Kavakami Kitaaiki Koumi Minamiaiki Minamimaki Szakuho | - Simoina körzet Acsi Anan Hiraja Macukava Neba Ósika Simodzsó Takagi Takamori Tenrjú Tojooka Urugi Jaszuoka - Simominocsi körzet Szakae - Simotakai körzet Kidzsimadaira Nozavaonszen Jamanócsi - Szuva körzet Fudzsimi Hara Simoszuva |